# Liste der Kulturdenkmale in Kiel-Rönne
In der Liste der Kulturdenkmale in Kiel-Rönne sind alle Kulturdenkmale des Stadtteils Rönne der schleswig-holsteinischen Landeshauptstadt Kiel aufgelistet (Stand: 10. März 2025).
Die Bodendenkmale sind in der Liste der Bodendenkmale in Kiel aufgeführt.

## Legende
In den Spalten befinden sich folgende Informationen:
- Objekt-ID: die Nummer des Kulturdenkmales
- Lage: die Adresse des Kulturdenkmales und die geographischen Koordinaten. Kartenansicht, um Koordinaten zu setzen. In der Kartenansicht sind Kulturdenkmale ohne Koordinaten mit einem roten Marker dargestellt und können in der Karte gesetzt werden. Kulturdenkmale ohne Bild sind mit einem blauen Marker gekennzeichnet, Kulturdenkmale mit Bild mit einem grünen Marker.
- Offizielle Bezeichnung: Bezeichnung des Kulturdenkmales
- Beschreibung: die Beschreibung des Kulturdenkmales
- Bild: ein Bild des Kulturdenkmales

## Bauliche Anlagen
| Objekt-ID | Lage                                       | Offizielle Bezeichnung         | Beschreibung | Bild            |
| --------- | ------------------------------------------ | ------------------------------ | --- | --------------- |
| 337       | Am Teich 1 (54° 16′ 3″ N, 10° 10′ 38″ O)   | Fachhallenhaus                 | Alteintragung (Aktualisierung vorgesehen) - Begründung: geschichtlich, Kulturlandschaft prägend - Schutzumfang: gesamtes Objekt - Denkmaltyp: Bauliche Anlage | Fotos hochladen |
| 10611     | Am Teich 4 (54° 16′ 1″ N, 10° 10′ 42″ O)   | Wohnhaus mit Schmiedewerkstatt | Alteintragung (Aktualisierung vorgesehen) - Begründung: Alteintragung (Aktualisierung vorgesehen) - Schutzumfang: Alteintragung (Aktualisierung vorgesehen) - Denkmaltyp: Bauliche Anlage | Fotos hochladen |
| 26703     | Am Teich 4 (54° 16′ 1″ N, 10° 10′ 42″ O)   | Stallgebäude                   | Alteintragung (Aktualisierung vorgesehen) - Begründung: Alteintragung (Aktualisierung vorgesehen) - Schutzumfang: Alteintragung (Aktualisierung vorgesehen) - Denkmaltyp: Bauliche Anlage | Fotos hochladen |
| 12144     | Zum Forst 63 (54° 16′ 7″ N, 10° 10′ 41″ O) | Wohn- und Wirtschaftsgebäude   | Wohn- und Wirtschaftsgebäude; 1865, älterer Kernbau; eingeschossiger Backsteinbau mit hohem Walmdach, Mittelrisalit mit übergiebeltem Zwerchhaus, stichbogige Fenster, bauzeitliche Innenausstattung, historischer Brunnen - Begründung: geschichtlich, städtebaulich, Kulturlandschaft prägend - Schutzumfang: gesamtes Objekt - Denkmaltyp: Bauliche Anlage | BW              |

## Quelle
- Liste der Kulturdenkmale in Schleswig-Holstein – Landeshauptstadt Kiel (PDF)

- Karte mit allen Koordinaten:
- OSM |
- WikiMap